# Elacatis bakeri
Elacatis bakeri es una especie de coleóptero de la familia Salpingidae.

## Distribución geográfica
Habita en Penang (Malasia).